# زنبق درازگلبرگ

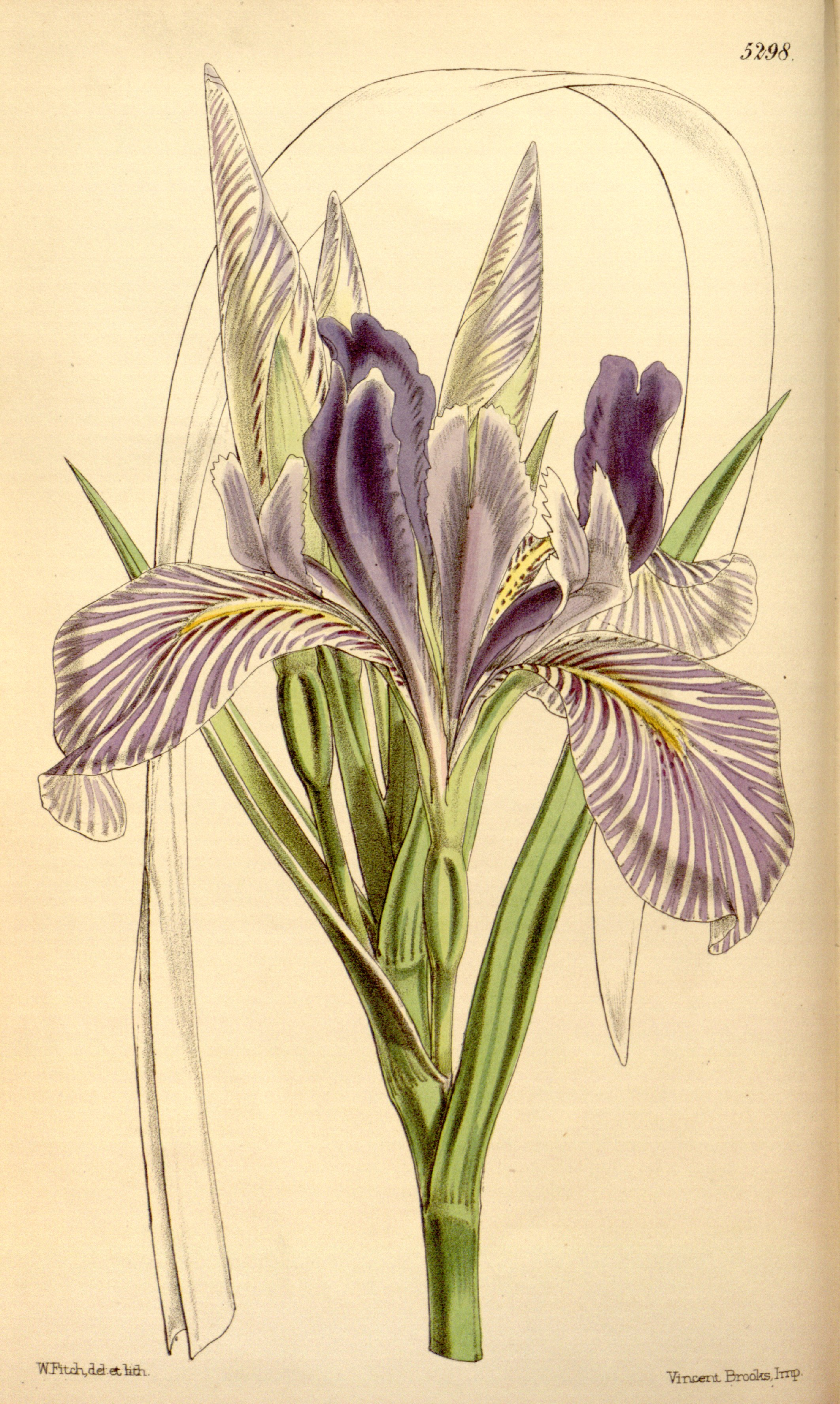
نقاشی زنبق‌ درازگلبرگ

زنبق درازگلبرگ (نام علمی: Iris longipetala) نام یک گونه از سرده زنبق است.